# Mohsen Machmalbáf
Mohsen Machmalbáf ( محسن مخملباف )(* 29. května 1957 Teherán) je íránský filmový režisér, scenárista a producent.

## Život
Pochází z chudé rodiny z teheránského předměstí, v mládí byl aktivní v hnutí za svržení sekulárního monarchistického režimu a v letech 1974 až 1979 byl vězněn za napadení policisty. Po íránské islámské revoluci začal psát filmové scénáře a v roce 1983 režíroval svůj první snímek. Stal se uznávanou intelektuální celebritou a jedním ze zakladatelů tzv. nové vlny íránské kinematografie, vyznačující se zájmem o společenská témata, autobiografickými náměty a využíváním principu „film ve filmu“. V roce 1989 obdržel cenu Křišťálový símurg pro nejlepšího režiséra. Hrál také sám sebe ve filmu Abbáse Kiarostamího Detail, natočeném podle skutečného příběhu podvodníka vydávajícího se za Machmalbáfa. V roce 1996 založil vlastní filmovou školu a produkční společnost, angažoval se také v charitativních organizacích na pomoc uprchlíkům z Afghánistánu. Od roku 2005 žije v Paříži, jeho filmy byly v Íránu zakázány. Obdržel Cenu za svobodnou tvorbu, byl členem poroty na filmových festivalech v Benátkách, Hongkongu a Moskvě. Filmovými režisérkami jsou také jeho manželka Marzíje Meškiníová a dcery Samira Machmalbáfová a Hana Machmalbáfová.

## Filmografie
- 1983 Tobeh Nosuh
- 1984 Do Cheshman Beesu
- 1984 Este'aze
- 1985 Bojkot
- 1987 Dastforoush
- 1987 Cyklista
- 1989 Arousi-ye Khouban
- 1990 Nobat e Asheghi
- 1991 Shabhaye Zayendeh-Rood
- 1992 Nassereddin Shah, Actor-e Cinema
- 1993 Honarpisheh
- 1995 Salaam Cinema
- 1996 Gabbe
- 1996 Madresei keh baad bord
- 1996 Nevinný okamžik
- 1998 Sokhout
- 1999 Ghessé hayé kish
- 2000 Tales of an Island
- 2001 Kandahár
- 2005 Sex a filosofie
- 2006 Křik mravenců
- 2009 Man Who Came with the Snow
- 2014 Prezident
- 2015 The Tenant